# 오타베크 슈쿠로프
오타베크 가이라토비치 슈쿠로프(우즈베크어: Otabek G'ayratovich Shukurov, 러시아어: Отабек Гайратович Шукуров, 1996년 6월 22일~), 또는 오타베크 가이라트 오글리 슈쿠로프(우즈베크어: Otabek G'ayrat o'g'li Shukurov)는 우즈베키스탄의 축구 선수로 포지션은 미드필더이다. 현재 사우디 프로페셔널리그의 알파이하 FC와 우즈베키스탄 축구 국가대표팀에서 활동하고 있다.

## 구단 경력
2014년 FK 마살 무라베크에 입단하며 프로 축구 선수 경력을 시작했고 2014년 6월 21일 PFK 메탈루르크 베카바드를 상대로 우즈베키스탄 프로 축구 리그 데뷔전을 치렀다. 2015년 1월 1일 마살 무라베크에서 FC 부뇨드코르로 이적하여 리그에서 2경기 출전했고 2015년 7월 15일 부뇨드코르에서 FK 부호로로 이적했다. 부호로에서 14경기에 출전해 2득점을 기록했고 2016년 1월 1일 부뇨드코르로 복귀했다.
2018년 부뇨드코르에서 샤르자 FC로 이적해 2년 동안 활동한 후 2022년 파티흐 카라귐뤼크 SK로 이적했다. 2024년 2월 6일, 카이세리스포르 이적에 합의했고 2024년 2월 9일 파티흐 카라귐뤼크에서 카이세리스포르로 이적했다.
2024년 9월 카이세리스포르에서 알파이하 FC로 이적했다.

## 국가대표 경력

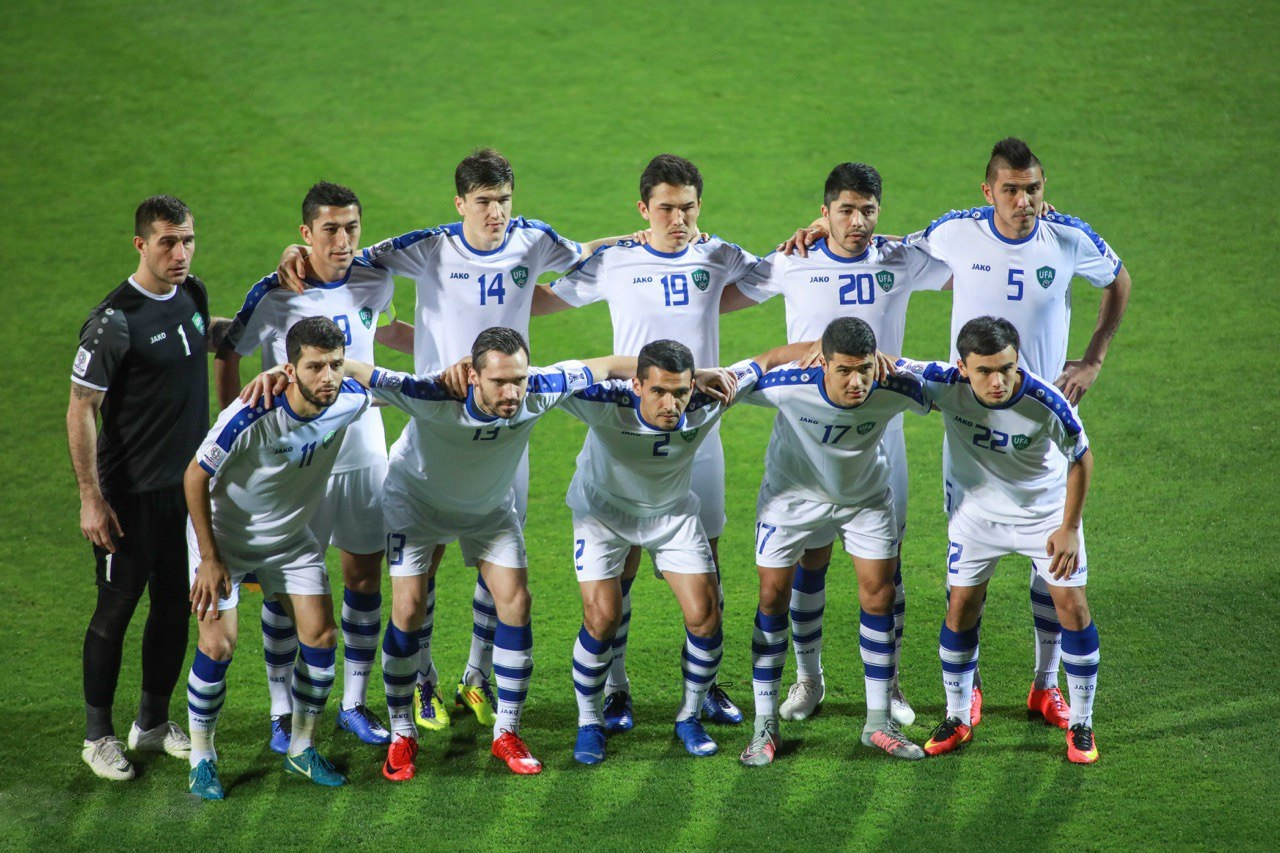
2019년 AFC 아시안컵에 출전한 오타베크 슈쿠로프(등번호 19번)

우즈베키스탄 연령별 대표팀을 거친 후 2016년 2월 14일 우즈베키스탄 축구 국가대표팀과 레바논 축구 국가대표팀의 경기에서 성인 대표팀 데뷔전을 치렀다. 우즈베키스탄은 이 경기에서 2대 0으로 승리했다.
2016년 10월 11일 2018년 FIFA 월드컵 아시아 지역 최종 예선에서 중국 축구 국가대표팀을 상대로 성인 대표팀에서의 첫 번째 득점을 기록했다.

## 수상 내역
우즈베키스탄 U-23 축구 국가대표팀
- AFC U-23 축구 선수권 대회: 2018

 우즈베키스탄 U-16 축구 국가대표팀
- AFC U-16 축구 선수권 대회: 2012